# Хобарт
Хобарт (енгл. Hobart) је главни град аустралијске државе Тасманије. Основан је 1804. и други је најстарији град у Аустралији. Према процени из 2006. у граду је живело 216.959 становника. Хобарт се налази на ушћу реке Дервент на југоистоку острва. Простире се на површини од 1,357 km²
Град се првобитно звао Хобартон и назван је по Лорду Хобарту. Први становници око Хобарта су били припадници абориџанског племена Мухенир. Њих су убрзо протерали надолазећи колонисти и осуђеници.
Централна хобартска општина броји 47.319 становника. Око 17,5% урбаних становника је рођено изван Аустралије, углавном у Уједињеном Краљевству, Новом Зеланду, Немачкој и Италији.
Град је финансијски и административни центар Тасманије, а такође служи и као пункт за одлазеће аустралијске и француске експедиције на Антарктик. За Хобарт се у прошлом веку веровало да ће до 2010. године бити милионски град, али до тога није дошло због пада интересовања за истраживање Антарктика.

## Клима
У Хобарту је заступљена океанска клима. Просечна јануарска температура је 17,1 °C, а јулска 7,8 °C. Екстреми се дешавају током лета када температура може да пређе 35 °C, али на само кратко, јер убрзо дуне освежавајући југо с мора и спусти температуру. Годишње у просеку има 7 дана са температуром изнад 30 °C, а једном у две године се деси да буде више од 35 °C. Апсолутни максимум у граду је 41 °C, а апсолутни минимум -4 °C. Снег никад није забележен у граду, али планина Велингтон која доминира на ободу града, редовно зими буде покривена снегом. Годишње пада око 650 mm кише.

## Становништво
Према попису, у граду је 2006. живело 128.557 становника.
| 1991.   | 1996.   | 2001.   | 2006.   |
| ------- | ------- | ------- | ------- |
| 127.134 | 126.118 | 126.048 | 128.557 |

## Привреда
Хобарт је индустријски центар Тасманије. Иначе то је једини град поред Лонсестона где је индустрија развијена.

## Партнерски градови
- Л’Аквила
- Јаизу
- Валдивија
- Брест
- Barile